# Tony! Toni! Toné!
Tony! Toni! Toné! je americká soulová a R&B hudební skupina, založená v roce 1988 ve městě Oakland, který se nachází v Kalifornii. V průběhu osmdesátých a devadesátých let se jim podařilo nahrát řadu hitů včetně "Feels Good", "If I Had No Loot" a "Diary"., skupina se proslavila i hitem filmu Maska z roku 1994 kde měly hit jménem "Bounce Around".

## Historie
V roce 1988 skupina debutovala albem Who? na kterém se producentsky a skladatelsky podílel Denzil Foster a Thomas McElroy. Z alba pochází úspěšné single jako "Little Walter", "Born Not To Know", "For The Love Of You" a "Baby Doll".
Jejich druhé album The Revival přistálo na pulty obchodů v roce 1990 a skupina tak získala jejich první platinovou desku.
Ke zmínce stojí, že v roce 2004 se píseň "Diary", ke které byli přizváni Aliciou Keys, dostala na #8 příčku popového žebříčku magazínu Billboard.

## Členové skupiny

### Současní
- D'wayne Wiggins - vokály, kytara
- Timothy Christian Riley - bicí
- Raphael Saadiq - vokály, baskytara
- Elijah Baker - vokály
- Carl Wheeler - vokály
- Amar Khalil - vokály

### Bývalí
- Ben Hale
- Randal Wiggins
- Antron Haile

## Diskografie

### Alba
- 1988: Who? (Wing, Mercury) – #69 U.S., #14 R&B
- 1990: The Revival (Wing, Mercury) – #34 U.S., #4 R&B
- 1993: Sons of Soul (Mercury) – #24 U.S., #3 R&B
- 1996: House of Music (Mercury) – #32 U.S., #10 R&B

### Singly
- 1988: "Little Walter" – #47 U.S., #1 R&B, #43 Dance
- 1990: "The Blues" – #46 U.S., #1 R&B
- 1990: "It Never Rains (In Southern California)" – #34 U.S., #1 R&B
- 1991: "Whatever You Want" – #48 U.S., #1 R&B
- 1993: "If I Had No Loot" – #7 U.S., #8 R&B, #45 Dance
- 1994: "Bounce Around" – #Film Maska 1994, #15 Dance
- 2004: "Diary" (with Alicia Keys) – #8 U.S., #2 R&B, #1 Dance